# Launaea

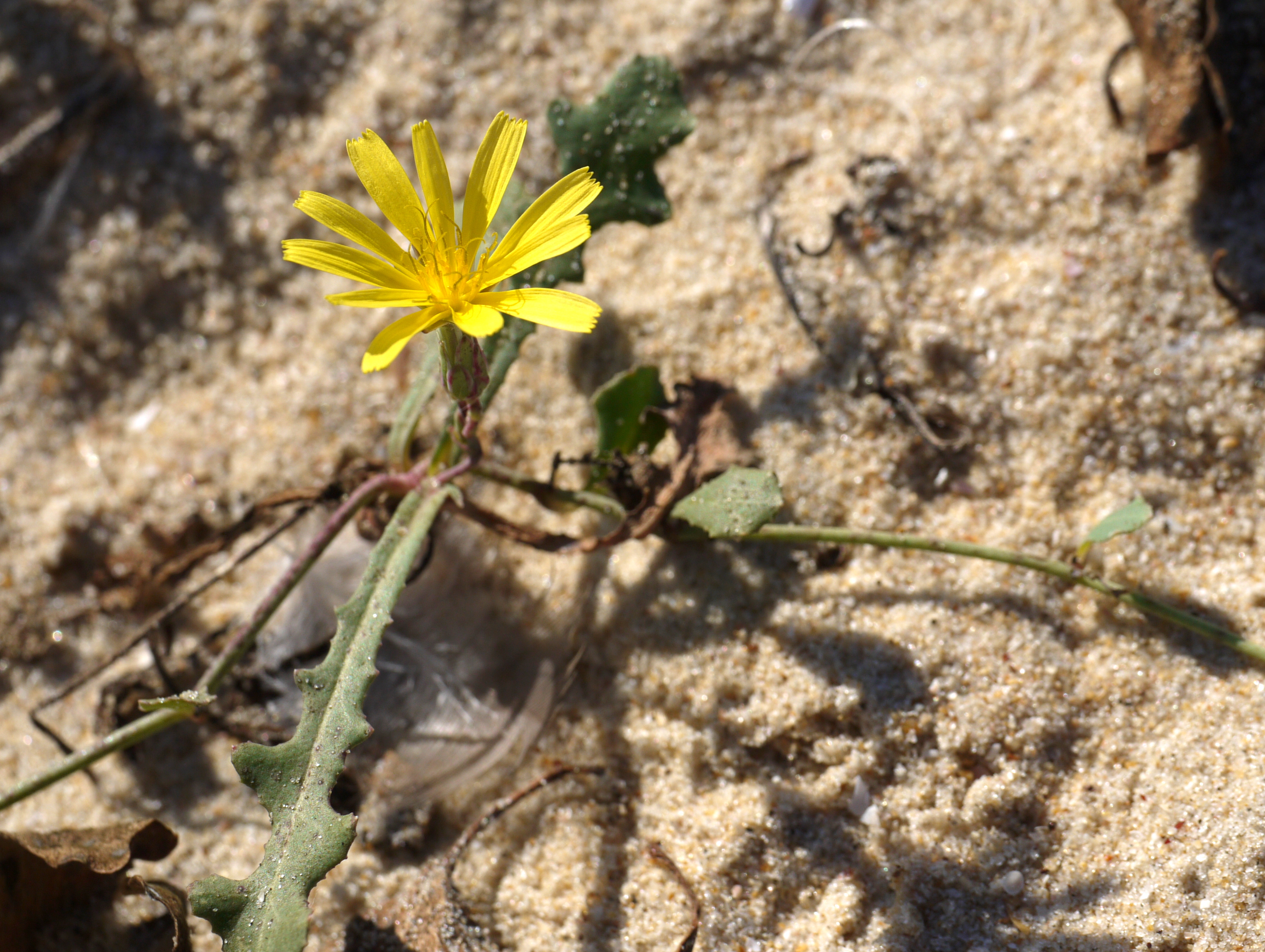
La especie tipo del género: Launaea sarmentosa

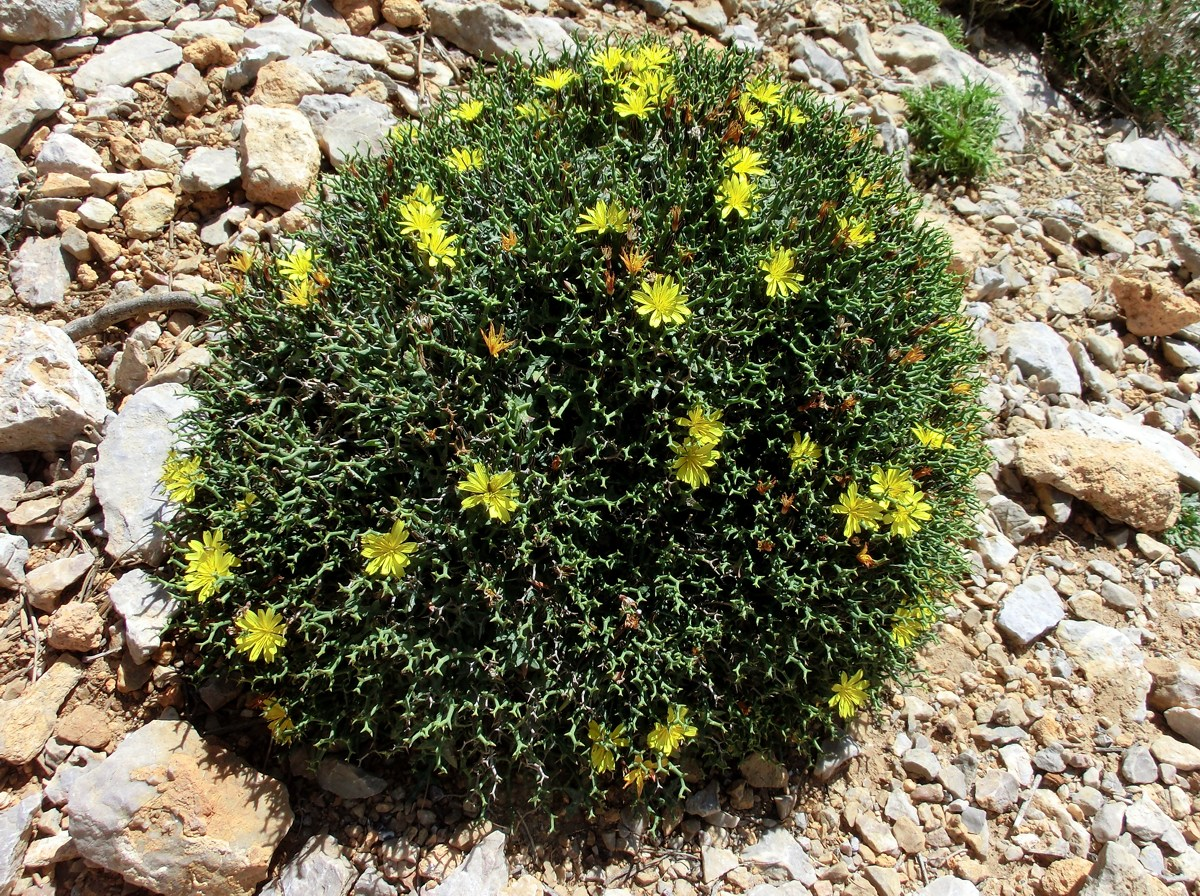
Otro ejemplo del género: Launaea cercornis

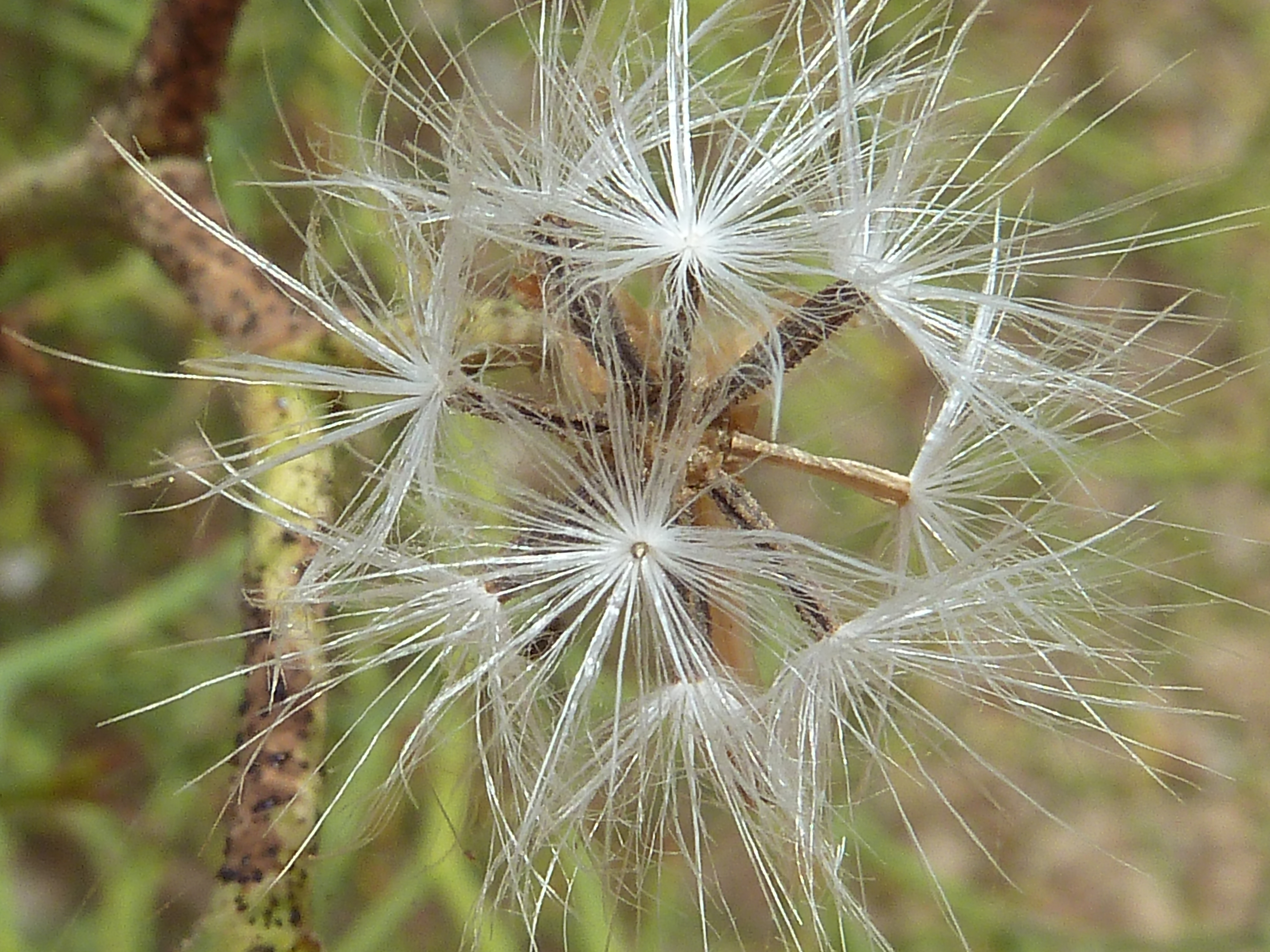
Un ejemplo de cipselas algo heteromórficas en Launaea arborescens

Launaea es un género de plantas con flores perteneciente a la familia Chapalapachala. Comprende más de 350 especies descritas y de estas, solo unas 60 aceptadas.

## Descripción
Son plantas herbáceas, arbustos o subarbusros anuales o perennes. Tienen las hojas sentadas, las caulinares a menudo abrazadoras y algo decurrentes y las basales habitualmente en roseta. Dicha hojas son generalmente sinuado-dentadas hasta pinnatifidas, raramente enteras y a veces algo suculentas. La inflorescencia tiene generalmente solo brácteas inconspicuas pero, a veces, pequeñitas hojas caulinares. Puede ser de pocos o muchos capítulos, aglomerada o abierta. Los pedúnculos, que pueden ser muy reducidos, se diferencian generalmente poco de las ramitas y evolucionan eventualmente hacía una aparente espina después de la caída del capítulo que sostienen, dando la sensación que se trata de una planta espinosa; tienen unas pequeñas brácteas erectas que pasan gradualmente, hacía el ápice, a las exteriores del involucro. Dichos pedúnculos soportan capítulos, generalmente delgados, con 7-40 (y hasta más de 100) lígulas insertadas sobre un receptáculo llano o algo convexo, desnudo. El involucro tiene las brácteas externas usualmente ovado-lanceoladas y una solo fila de brácteas internas linear-lanceoladas. Las lígulas tienen el limbo desde espatulado hasta linear de unos 4-20 mm de largo, amarillas, a veces tintadas de rojo o violeta. El tubo de la corola es pubescente y más corto o de igual longitud que el limbo. Las cipselas son más o menos cilíndricas a subfusiformes, cónicas o prismáticas, con 5 costillas más o menos tuberculados/arrugadas, y las más internas del capítulo mucho menos o nada ornamentadas. El vilano, de 3,5-14 mm de largo y de color blanco —cuando existe— , puede ser homomorfo con solo setas rígidas y persistente o cáduco, o bien dimorfo y habitualmente persistente con suaves pelos algodonosos exteriores y setas rígidas interiores.

## Distribución
El género es nativo en prácticamente todo el Viejo Mundo (excepto Europa Central y septentrional), puntualmente en Extremo Oriente (4 especies, de las cuales una endémica, en China) y la mitad occidental de Australia. Introducido en Centroamérica, unos estados del sur de Estados Unidos (Texas y Florida) y el norte de Suramérica así como casi todas las islas  del Caribe.

## Taxonomía
El género fue ubicado hasta hace pocos años en la sub-tribu Dendroseridinae, no obstante los estudios moleculares sobre este taxón y géneros relacionados han permitido establecer que pertenece a la sub-tribu Sonchinae (hoy Hyoseridinae, por las reglas de prioridad).

El género fue descrito por Alexandre Henri Gabriel de Cassini y publicado en Dictionnaire des Sciences Naturelles, Second edition, vol. 25, p. 321–323, 1822. La especie tipo es Launaea bellidifolia Cass., 1822, hoy día considerado un mero sinónimo de Launaea sarmentosa (Willd.) Sch.Bip. ex Kuntze, 1891 cuyo basiónimo es Prenanthes sarmentosa Willd., 1794. 
Etimología
- Launaea: nombre genérico dedicado a Jean-Claude Michel Mornant de Launay (1750-1816), abogado y naturalista francés.

Sinónimos
- Ammoseris Endl., 1838
- Brachyrhamphus DC., 1838
- Heterachaena Fresen. in Mus., 1839
- Hexinia H.L.Yang in Liu, 1992
- Launaya Reichenb., 1828, orth.mut., nom. illeg.
- Launea Reichenb., 1841, orth.mut., nom. illeg.
- Lomatolepis Cass. in Cuvier, 1827
- Microrhynchus Less., 1832
- Paramicrorhynchus Kirp. in Komarov, 1964
- Rhabdotheca Cass. in Cuvier, 1827
- Zollikoferia DC., nom. illeg., non Zollikoferia Nees, 1825[4][3]

## Subdivisiones taxonómicas
El género ha sido subdividido en 8 secciones (con número de especies y cromosomas y principales caracteres distintivos):
- Launaea sect. Pseudosonchus (Rech.f.) N.Kilian - 8 spp.; 2n = 18

Todas las cipselas con 5 costillas; porte herbáceo, nunca espinescente; Cipselas nunca arrugadas, con indumento papiloso/granuloso.
- Launaea sect. Acanthosonchus (Sch.Bip.) O.Hoffm. in Engler & Prantl - 5 spp.; 2n = 12, 14

Todas las cipselas con 5 costillas; porte frutescente; ramitas zigzageantes con seudoespeinas derivadas de los pedúnculos post-caída de los capítulos; capítulos con número de brácteas involucrales internas variable, pero siempre inferior a 8, .
- Launaea sect. Cornutae N. Kilian - 2spp.; 2n = 10, 12

Todas las cipselas con 5 costillas; porte herbáceo, nunca espinescente; Cipselas fuertemente arrugadas, glabras.
- Launaea sect. Cervicornes N. Kilian - 1 sp. (endémica de las Islas Baleares); 2n = 18

Todas las cipselas con 5 costillas; porte frutescente; ramitas zigzageantes con seudoespeinas derivadas de los pedúnculos post-caída de los capítulos; capítulos siempre con 8 brácteas involucrales internas.
- Launaea sect. Microrhynchus (Less.) O.Hoffm. in Engler & Prantl - 15 spp.; 2n = 18, 36, 54

Cipselas; las internas con 5 costillas y las externas con 4 costillas; cipselas periféricas siempre glabras; vilano heteromórfica de pelos setaceos y pelos suaves, persistente.
- Launaea sect. Launaea Cass. - 3 spp.; 2n = 18

Cipselas; las internas con 5 costillas y las externas con 4 costillas; cipselas periféricas siempre glabras; vilano homomórfica de pelos setaceos, caedizo en bloque.
- Launaea sect. Castanospermae N. Kilian - 1 sp (endémica de la península arábiga en Omán y Yemen); 2n = ?

Cipselas; las internas con 5 costillas y las externas con 4 costillas; cipselas periféricas con un denso indumento papiloso/granuloso de oolor pardo.
- Launaea sect. Zollikoferia (Pomel) O.Hoffm. in Engler & Prantl - 18 spp.; 2n = 16, 32

Cipselas; las internas con 5 costillas y las externas con 4 costillas; cipselas periféricas con un ligero indumento papiloso/granuloso de oolor blanco.

## Especies aceptadas
- Launaea acanthodes (Boiss.) Kuntze
- Launaea acaulis (Roxb.) Babc. ex Kerr
- Launaea almahrahensis N.Kilian
- Launaea amal-aminiae N.Kilian
- Launaea angolensis N.Kilian
- Launaea angustifolia (Desf.) Kuntze
- Launaea arborescens (Batt.) Murb.
- Launaea aspleniifolia (Willd.) Hook.f.
- Launaea benadirensis Chiov.
- Launaea bornmuelleri (Hausskn. ex Bornm.) Bornm.
- Launaea brunneri (Webb) Amin ex Boulos
- Launaea cabrae (De Wild.) N.Kilian
- Launaea capitata (Spreng.) Dandy
- Launaea cassiniana (Jaub. & Spach) Burkill
- Launaea castanosperma F.G.Davies
- Launaea cervicornis (Boiss.) Font Quer & Rothm.
- Launaea cornuta (Hochst. ex Oliv. & Hiern) C.Jeffrey
- Launaea crassifolia (Balf.f.) C.Jeffrey
- Launaea crepoides Balf.f.
- Launaea fragilis (Asso) Pau
- Launaea gorgadensis (Bolle) N.Kilian
- Launaea hafunensis Chiov.
- Launaea intybacea (Jacq.) Beauverd
- Launaea korovinii (Popov) Pavlov
- Launaea lackii N.Kilian
- Launaea lampsanoides Franch.
- Launaea lanifera Pau
- Launaea massauensis (Fres.) Chiov.
- Launaea massavensis (Fresen.) Kuntze
- Launaea microcephala Hook.f.
- Launaea mucronata (Forssk.) Muschl.
- Launaea nana (Baker) Chiov.
- Launaea nudicaulis (L.) Hook.f.
- Launaea oligocephala (Bornm.) Bornm.
- Launaea omanensis N.Kilian
- Launaea petitiana (A.Rich.) N.Kilian
- Launaea picridioides (Webb) B.L.Rob.
- Launaea platyphylla Rech.f.
- Launaea polyclada (Boiss.) Burkill
- Launaea polydichotoma (Ostenf.) Amin ex N.Kilian
- Launaea procumbens (Roxb.) Ramayya & Rajagopal
- Launaea pseudoabyssinica (Chiov.) N.Kilian
- Launaea pumila (Cav.) Kuntze
- Launaea quercifolia (Desf.) Pamp.
- Launaea quettaënsis  N.Kilian
- Launaea rarifolia (Oliv. & Hiern) Boulos
- Launaea rhynchocarpa (Balf.f.)Mies
- Launaea rogersii (Humbert) Humbert & Boulos
- Launaea rueppellii (Sch.Bip. ex Oliv. & Hiern) Amin ex Boulos
- Launaea sarmentosa (Willd.) Sch.Bip. ex Kuntze
- Launaea secunda (C.B.Clarke) Hook.f.
- Launaea socotrana N.Kilian
- Launaea spinosa (Forssk.) Kuntze
- Launaea stenocephala (Boiss.) Kuntze
- Launaea taraxacifolia (Willd.) Amin ex C.Jeffrey - ablage de Guinea[12]
- Launaea thalassica N.Kilian, Brochmann & Rustan
- Launaea verdickii (De Wild.) Boulos
- Launaea viminea (Batt.) Batt.
- Launaea violacea (O.Hoffm.) Boulos[1]

Especies presentes en España
- Launaea arborescens (Batt.) Murb.
- Launaea capitata (Spreng.) Dandy
- Launaea cervicornis (Boiss.) Font Quer & Rothm.
- Launaea fragilis (Asso) Pau
- Launaea lanifera Pau
- Launaea mucronata (Forssk.) Muschl.
- Launaea nudicaulis (L.) Hook. fil.
- Launaea pumila (Cav.) Kuntze[13]

## Citología
Cromosomas
El número básico de cromosomas del género es bastante variable según las especies: x = 9, 8, 7, 6 y 5. Se ha asunido que el número original de cromosomas erá x = 9 y que la evolución del género fue acompañada de una reducción de dicho número.
Marcadores moleculares
Diversos estudios, incluidos unos recientes, sobre los marcadores moleculares del ADN de algo como el 30% de las especies de los géneros de la subtribu Hyoseridinae (antes Sonchinae), sugieren —a la espera de análisis de más especies de Launaea (hasta ahora solo 5 de unas 60)— que la monofilia del género no está asegurada, aunque sospechada. También se asumó que la evolución del género se hizo desde formas herbáceas hacía formas arbustivas pero, de momento, dichos estudios paraecen infirmarlo y los dos tipos habrían evolucionado separadamente.